# Synsepalum congolense
Synsepalum congolense là một loài thực vật có hoa trong họ Hồng xiêm. Loài này được Lecomte miêu tả khoa học đầu tiên năm 1928.